# Асирийска демократична организация
Асирийска демократична организация (АДО) (на сирийски: ܡܛܟܣܬܐ ܐܬܘܪܝܬܐ ܕܝܡܩܪܛܝܬܐ; на арабски: المنظمة الآثورية الديمقراطية, известна още като „Mtakasta / Mtakasto“) е асирийска политическа партия в Сирия, основана през 1957 година.
Тя е най-голямата асирийска политическа организация в Сирия и Европа.
Партията е създадена като национално, политическо и демократично движение. Бори се за запазването на своя народ, като реализира своите законни национални стремежи (политически, културни, административни) в историческата му родина.